# Cornelis de Schepper

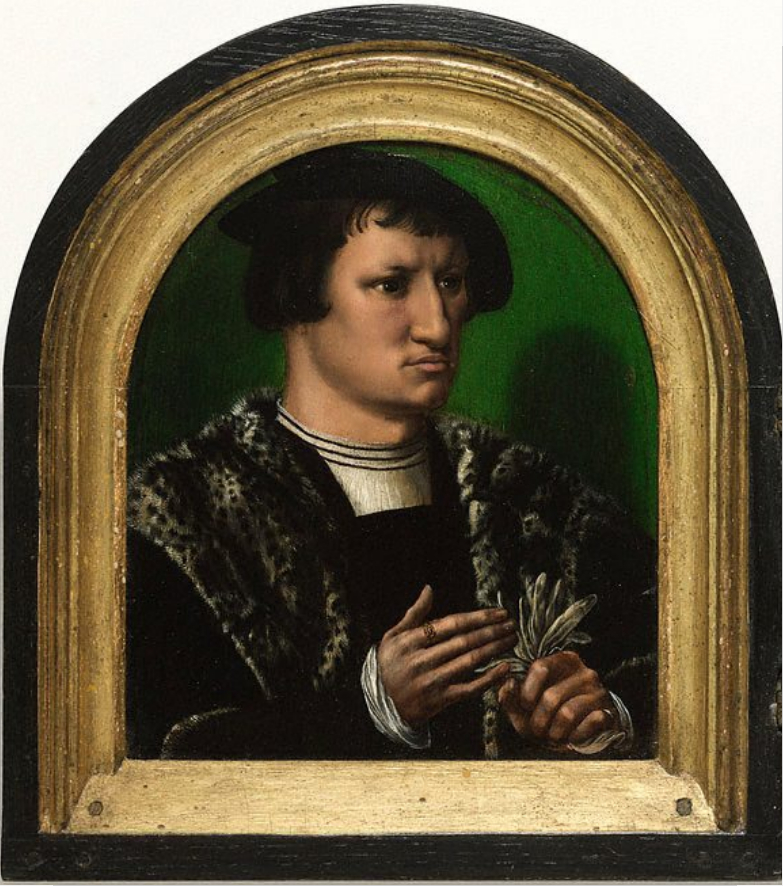
Retrato por Ambrosius Benson.

Cornelis de Schepper (1403-1555) fue un matemático, político y escritor flamenco. Desempeñó varias funciones diplomáticas para Cristián II de Dinamarca, Carlos I de España y V del Sacro Imperio Romano Germánico y María de Hungría. Junto con sus grandes amigos Alfonso de Valdés y Juan Dantisco, fue uno de los eminentes humanistas de la corte carolina.

## Biografía
Nació en Nieuwpoort, Flandes, probablemente en 1503. Provenía de una familia de talla, porque su Jan o Jacob de Schepper era alcalde de Dunquerque y su abuelo Jan había sido vicealmirante de Flandes en numerosas guerras contra Francia e Inglaterra. Su apellido original era de Dobbele (en flamenco, "el doble"), que se cambió a de Schepper ("el capitán) por las hazañas de Jan.
Cornelis tuvo como tutor a su tío L. de Schepper, pastor de Esquelbecq. Estudió en la Universidad de París bajo Gérard Roussel, gran enemigo de Juan Calvino y miembro del círculo del polémico humanista reformista Jacques Lefèvre d'Étaples. En diciembre de 1522 se matriculó en el Collegium Trilingue de Lovaina, donde conoció a Goclenius, Viglius van Aytta, Juan Luis Vives y otros humanistas afincados en Brujas. Ya en 1523 publicó en Amberes un tratado matemático, Assertionis fidei adversus astrologos sive de significationibus coniunctionum superiorum planetarum anni 1524, que le lanzó a la fama en Europa.